# Pável Pardo
Pável Pardo Segura (* 26. Juli 1976 in Guadalajara, Jalisco) ist ein ehemaliger mexikanischer Fußballspieler, der unter anderem auch in der mexikanischen Nationalmannschaft spielte.

## Karriere
Pardo startete seine Karriere 1993 mit Atlas Guadalajara aus der mexikanischen Liga (Primera División de México), danach spielte er bei UAG Tecos, bevor er zu Club América wechselte. Es gab Gerüchte, dass er zu River Plate aus Argentinien wechseln würde, aber dies geschah nicht.
Bis 2009 spielte Pardo 146-mal für Mexiko und erzielte neun Tore. Er nahm auch an der Fußball-Weltmeisterschaft 1998 und 2006, bei der Copa América 1997, 1999 und 2004 sowie am Confed-Cup 1997, 1999, 2001 und 2005 teil.
In Mexiko ist er bekannt für seine niedrige Fehlpassquote und seine starken Freistöße, er galt somit als einer der besten mexikanischen Fußballspieler seiner Zeit.
In der Zeit vom 1. Juli 2006 bis zum 31. Dezember 2008 war Pavel Pardo in der Bundesliga beim VfB Stuttgart aktiv. Er spielte die Position einer klassischen „Nummer 6“ im defensiven Mittelfeld vor der Abwehr und galt aufgrund seiner Zweikampfstärke als einer der wichtigsten Spieler beim VfB. Er krönte seine Zeit beim VfB mit dem Gewinn der Deutschen Fußballmeisterschaft in der Saison 2006/07. Im Pokalfinale 2007 verwandelte er in der 80. Spielminute einen Elfmeter zum zwischenzeitlichen 2:2-Ausgleich gegen den 1. FC Nürnberg und erzwang damit die Verlängerung, die der VfB jedoch mit 2:3 verlor. Sein erstes Tor in der Champions League erzielte er am 27. November 2007 zum zwischenzeitlichen 2:1 gegen die Glasgow Rangers.
Nachdem sich Sami Khedira im mannschaftsinternen Konkurrenzkampf um die Position im defensiven Mittelfeld gegen Pardo durchgesetzt hatte und im Dezember 2008 sogar zum Fußballer des Monats gewählt worden war, kehrte Pardo im Januar 2009 zu seinem alten Verein Club América nach Mexiko zurück. Für die WM 2010 in Südafrika wurde Pardo nicht nominiert.
Am 26. Juli 2011 wechselte Pardo zu Chicago Fire. Nach eineinhalb Jahren gab Pardo am 19. Januar 2013 das Ende seiner aktiven Karriere bekannt.

## Privates
Pardo ist verheiratet und hat zwei Kinder.

## Erfolge

### Vereinsbasis
- CONCACAF Giants Cup: 2001
- CONCACAF Champions Cup: 2006
- Mexikanischer Meister: 2002 (Verano), 2005 (Clausura)
- Deutscher Meister: 2006/07
- DFB-Pokal-Finale: 2006/07

### Nationalmannschaft
- Konföderationen-Pokal: 1999
- CONCACAF Gold Cup: 1998, 2003 (2.: 2007)